# Labégude
Labégude är en kommun i departementet Ardèche i regionen Auvergne-Rhône-Alpes i sydöstra Frankrike. Kommunen ligger  i kantonen Vals-les-Bains som ligger i arrondissementet Largentière. År 2022 hade Labégude 1 376 invånare.

## Befolkningsutveckling
Antalet invånare i kommunen Labégude
Referens: INSEE